# Sigrun Svenningsen
Sigrun Svenningsen, född 23 juni 1902 i Kristiania (nuvarande Oslo), död 24 februari 1971, var en norsk skådespelare. Hon var gift med Per Kvist.
Svenningsen medverkade endast i två stumfilmer. Hon debuterade 1924 i Harry Ivarsons Til sæters, där hon spelade den större rollen som Sigrid. År 1927  medverkade hon i Ivarsons Den glade enke i Trangvik.

## Filmografi
- 1924 – Til sæters
- 1927 – Den glade enke i Trangvik